# 세베리노 미넬리
세베리노 미넬리(이탈리아어: Severino Minelli, 1909년 9월 6일 ~ 1994년 9월 23일)는 스위스의 전 축구 선수이다.
그는 선수 경력의 대부분을 그라스호퍼 클럽 취리히에서 보냈다.
또한 스위스 축구 국가대표팀으로 80경기를 출전하였다. 여기에는 1934년 FIFA 월드컵, 1938년 FIFA 월드컵에 출전한 것도 포함된다.